# Opisthograptis rumiformis
Opisthograptis rumiformis är en fjärilsart som beskrevs av George Francis Hampson 1902. Opisthograptis rumiformis ingår i släktet Opisthograptis och familjen mätare. Inga underarter finns listade i Catalogue of Life.